# Mijáilivka (Berezivka)
Mijáilivka (en ucraniano: Михайлівка, romanizado: Myjáilivka) es un pueblo ucraniano perteneciente al óblast de Odesa. Situado en el suroeste del país, es parte del raión de Berezivka y parte del municipio (hromada) de Berezivka.

## Toponimia
El nombre del asentamiento en ruso es Maijáilovka (en ruso: Михайловка). Hasta 2016, el lugar se conoció con el nombre de Chervonovolodímirivka (en ucraniano: Червоноволодимирівка, romanizado: Chervonovolodýmyrivka), nombre cambiado por las políticas de descomunización de Ucrania.

## Demografía
La evolución de la población de Mijáilivka entre 1989 y 2001 fue la siguiente:
| 438                                                           | 475 |
| (Fuente: Cities & Towns of Ukraine y UKRAINE: Größere Städte) |     |

Según el censo de 2001, la lengua materna de la mayoría de los habitantes, el 97,47%, es el ucraniano; del 1,47% es el ruso; y del 0,42% es el  rumano.